# Guardians of the Galaxy (animatieserie)
Guardians of the Galaxy is een Amerikaanse geanimeerde televisieserie over Marvel Comics-superheldenteam The Guardians of the Galaxy.

## Verhaal
In  het eerste seizoen gaan de Guardians of the Galaxy naar The Cosmic Seed op zoek maar ze worden ook af en toe opgehouden door Thanos en zijn hulpjes. In seizoen 2 worden de Guardians meer en deels opgehouden door Adam Warlock.

## Rolverdeling

### Originele rolverdeling

#### Hoofdrollen
- Will Friedle – Peter Quill / Star-Lord
- Vanessa Marshall – Gamora
- David Sobolov – Drax the Destroyer
- Trevor Devall – Rocket Raccoon
- Kevin Michael Richardson – Groot

#### Terugkerende rollen
- James Arnold Taylor – Cosmo the Space Dog en Yondu Udonta
- Isaac C. Singleton Jr. – Thanos
- Cree Summer – Nebula
- Jonathan Frakes – J'Son
- Tara Strong – Nova Prime
- Troy Baker – Loki
- Travis Willingham – Thor
- Jeff Bennett – Rhomann Dey
- Logan Miller – Sam Alexander / Nova
- Fred Tatasciore – Hulk
- Jonathan Adams – Ronan the Accuser
- Tom Kenny – The Collector
- Jennifer Hale – Mantis
- Eric Bauza – Adam Warlock
- Nolan North – High Evolutionary
- Seth Green – Howard the Duck
- James Urbaniak – Ebony Maw
- Jesse Burch – Black Dwarf
- Mick Wingert – Iron Man
- Frank Welker – Odin
- Kari Wahlgren – Proxima Midnight
- Dave Fennoy – Korath the Pursuer
- JB Blanc – Titus
- Ming-Na Wen – Phyla-Vell
- Hynden Walch – Supergiant
- Roger Craig Smith – Captain America
- Jason Spisak – Grandmaster
- Grey Griffin – Carol Danvers / Captain Marvel
- David Kaye – Corvus Glaive
- Robbie Daymond – Spider-Man
- Grant George – Ant-Man
- Henry Winkler – Opa Quill
- Stephen Root – Neeza
- Marion Ross – Minn-Erva
- Stan Lee – Zichzelf
- Kevin Shinick – Bruce Banner

### Nederlandse rolverdeling
Studio Wim Pel Productions

#### Stemregie
- Ewout Eggink
- Hein van Beem

#### Vertaling
- Veronique Overeijnder
- Natasha Willems

#### Hoofdrollen
- Ewout Eggink – Peter Quill / Star-Lord
- Jannemien Cnossen – Gamora
- Maxim Slepica – Drax the Destroyer
- Trevor Reekers – Rocket Raccoon
- Huub Dikstaal – Groot

#### Terugkerende rollen
- Florus van Rooijen – Cosmo the Space Dog
- Lucas Dietens – Yondu Udonta
- Murth Mossel – Thanos
- Fleur van de Water – Nebula en Mantis
- Cees Heyne – J'Son
- Donna Vrijhof – Nova Prime
- Just Meijer – Loki, Ebony Maw en Grandmaster
- Roberto de Groot – Thor
- Huub Dikstaal – Rhomann Dey
- Sander van Amsterdam – Sam Alexander / Nova
- Paul Klooté – Hulk
- Bert Simhoffer – Ronan the Accuser
- Sander de Heer – The Collector
- Wiebe-Pier Cnossen – Adam Warlock
- Paul Disbergen – High Evolutionary
- Jim de Groot – Iron Man
- Ruben Lürsen – Captain America
- Guido Spek – Spider-Man
- Jelle Amersfoort – Ant-Man
- Reinder van der Naalt – Stan Lee
- Kevin Hassing – Korvac